# Горбунов, Николай Иванович (флагман)
Николай Иванович Горбунов (13 [26] мая 1892, с. Патриаршее, Воронежская губерния — 1939) — советский военно-морской деятель, инженерный работник, временно исполняющий должность начальника Гидрографического управления РККФ, инженер-флагман 3-го ранга (1935).

## Биография
Н. И. Горбунов родился 13 (26) мая 1892 года с. Патриаршее Воронежской губернии. В 1906 году окончил церковно-приходскую школу, в 1906—1908 годы работал батраком у богатого кустаря в селе Косторском за очень низкую плату (13 руб. в год). В 1908—1913 годах работал в Донбассе (ст. Амвросиевка) на цементном заводе рабочим пальщиком цемента.
Осенью 1913 г. был призван на военно-морскую службу в Черноморский флот; в 1915 году окончил учебную школу строевых старшин Черноморского флота. В 1915—1918 — строевой старшина ЛК «Ростислав».
Военмор бронепоезда № 10 (1918—1919). Комиссар КЛ «Малый» ДнВФ (1919). Комиссар дивизиона КЛ ДнВФ (1920). Комиссар судов Южного района ДнВФ (1920). Комиссар по вооруженным судам Южного района ДнВФ (1920). Комиссар Днепрвоенпорта (1920—1921). Комиссар Штаба ДонВФ (1921). Комиссар ЭМ «Прочный» МСКМ (1921). Начальник инструкторского отделения ПО МСКМ (1921—1922). Комиссар дивизиона КЛ МСКМ (1922). Комиссар отряда судов МСКМ (1922—1924). Пом. комиссара МСКМ (1924). Слушатель гидрографического факультета ВМА РККА (1925—1930). Пом. начальника УБЕКО ДВ (1930). Начальник УБЕКО ДВ (1931—1935). Пом. начальника ГО УМС РККА (1935—1937). Зам. начальника ГУ УМС РККА (1937). Врио. начальника ГУ УМС (1937).
Приказом по ГУ № 022 от 15 февраля 1938 года инженер-флагман 3 ранга Н. И. Горбунов был назначен временно исполняющим дела (врид) по должности начальника Гидрографического управления Рабоче-Крестьянского Военно-Морского Флота (РК ВМФ) СССР. Это назначение состоялось в самом разгаре работ по спасению членов полярной станции «Северный полюс». В действиях по эвакуации полярников с дрейфующей льдины принимали участие и военные гидрографы во главе с временно исполняющим обязанности начальника ГУ УМС инженер-флагманом 3 ранга Н. И. Горбуновым. В результате слаженных действий военных моряков и представителей ГУСМП И. Д. Папанин, П. П. Ширшов, Е. К. Федоров и Э. Т. Кренкель были сняты с дрейфующей льдины. Заслуги перед страной и её флотом временно исполняющего обязанности начальника ГУ УМС инженер-флагмана 3 ранга Н. И. Горбунова были в том же месяце отмечены правительственной наградой. Указом Президиума Верховного Совета СССР от 26 февраля 1938 года он был награждён юбилейной медалью «20 лет РККА». В конце июня 1938 года очередным поручением командования РК ВМФ СССР исполняющему обязанности начальника ГУ УМС инженер-флагману 3 ранга Н. И. Горбунову стало гидрографическое обеспечение перехода двух гидрографических судов из Кронштадта во Владивосток по новому маршруту. С 27 июня по 14 октября гидрографические суда «Партизан» и «Полярный» совершили переход по маршруту Кронштадт — Плимут — Бостон — Панамский канал — Сан-Франциско — Петропавловск-Камчатский — Владивосток и вошли в состав ТОФ. На переходе все командные должности на «Полярном» исполняли слушатели штурманских классов ВМА им. К. Е. Ворошилова. За отличное выполнение специального задания большая группа участников похода была удостоена государственных наград. Но, один из организаторов этого перехода исполняющий обязанности начальника ГУ УМС инженер-флагман 3 ранга Н. И. Горбунов, не дождался признания своих заслуг со стороны руководства страны. Через полгода после назначения на высший пост в гидрографической службе ВМФ СССР в его послужном списке появились следующие записи: «приказом НК ВМФ СССР по л/с от 04.08.1938 г. назначен помощником начальника ГО КБФ — приказ № 0807 от 04.08.1938 г.; дела и обязанности по должности врид Начальника ГУ сдал — приказ по ГУ № 178 от 20.08.1938 г.». В должности помощника начальника гидрографического отдела (ГО) штаба Краснознаменного Балтийского флота (КБФ) инженер-флагман 3 ранга Н. И. Горбунов сменил опытнейшего гидрографа А. В. Кона, которого перевели на должность помощника начальника ГУ РК ВМФ СССР.

## Репрессии
В конце 1938 года был арестован; на посту начальника Гидрографического управления РК ВМФ СССР его сменил капитан 1 ранга Я. Я. Лапушкин, будущий контр-адмирал. После ареста Н. И. Горбунов был подвергнут физическим и моральным пыткам. В период следствия в 1939 году умер, причина смерти неизвестна.
Однако в списках руководителей он числился до 1939 года. Следовательно не мог быть арестован. Не ни даты аресты ни других сведений. Только надуманное.

## Награды
- Юбилейная медаль «XX лет Рабоче-Крестьянской Красной Армии» (26.2.1938)